# Aslanbek Fidarov
Aslanbek Fidarov –en ucraniano, Асланбек Фідаров– (Vladikavkaz, 4 de mayo de 1973-Vladikavkaz, 8 de diciembre de 2020) fue un deportista ucraniano que compitió en lucha libre.
Ganó dos medallas en el Campeonato Europeo de Lucha, oro en 1995 y bronce en 1994. Falleció a los 47 años debido a una infección de COVID-19.

## Palmarés internacional
| Campeonato Europeo | Campeonato Europeo  | Campeonato Europeo | Campeonato Europeo |
| Año                | Lugar               | Medalla            | Categoría          |
| ------------------ | ------------------- | ------------------ | ------------------ |
| 1994               | Roma (Italia)       | Medalla de bronce  | 57 kg              |
| 1995               | Friburgo (Alemania) | Medalla de oro     | 57 kg              |